# Пойпет
Пойпе́т (кхмер. ឃុំប៉ោយប៉ែត, Паойпэт) — город на западе Камбоджи, в провинции Бантеаймеантьей, на границе с Таиландом, и является одним из наиболее важных пунктов пограничного сообщения между двумя странами. Со стороны Таиланда находится город Араньяпратхет. Ранее Паойпэт был пограничным пунктом и на железнодорожной линии Бангкок—Пномпень, однако в настоящее время путь между Баттамбангом и Пойпетом находится в непригодном для использования состоянии.

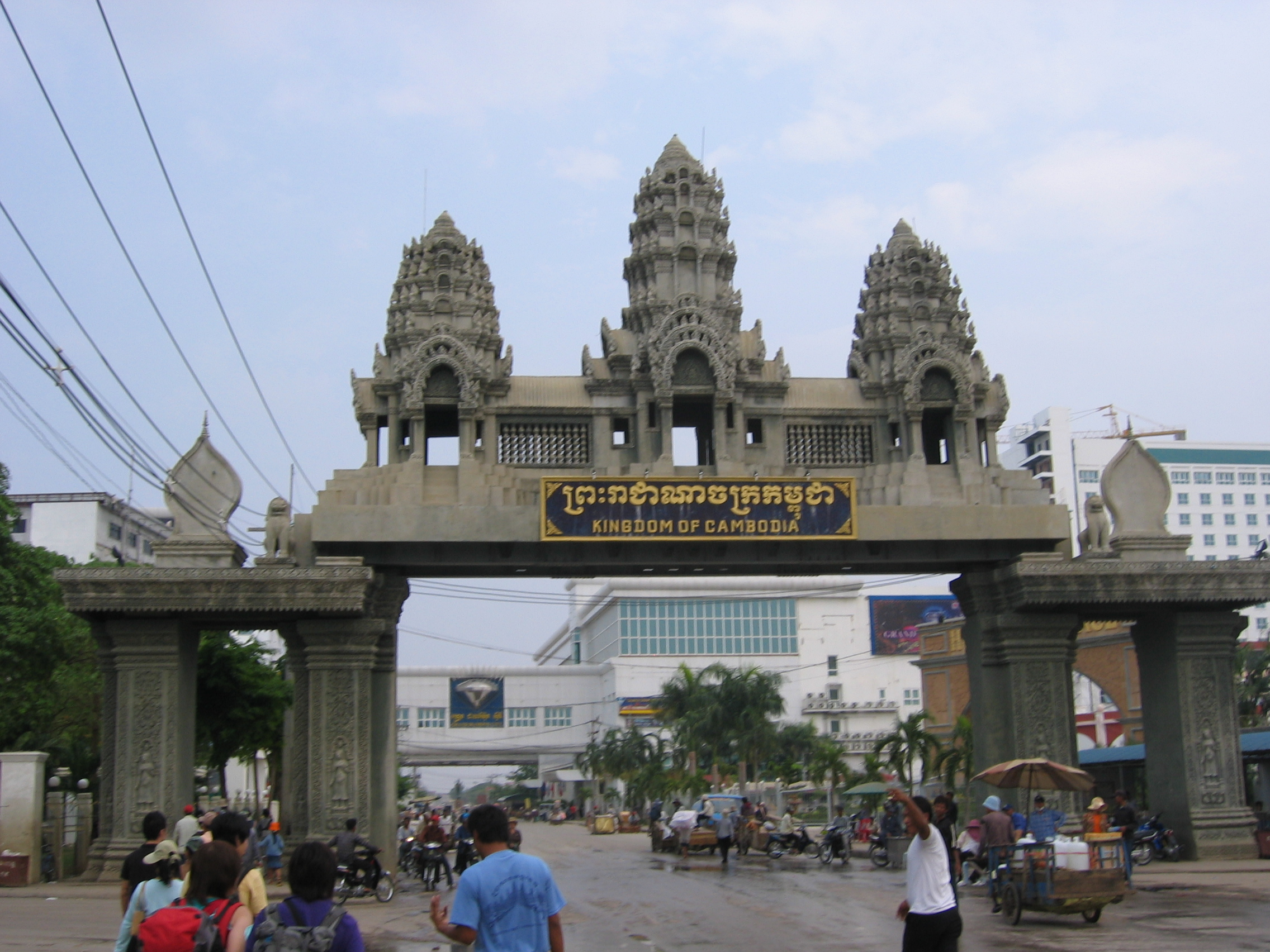

Пойпет является крупным центром по ведению азартных игр. На 200-метровой полосе, между собственно границей и находящимся на камбоджийской территории контрольно-пропускным пунктом, построено множество казино и подобного рода игорных домов. Это позволяет таиландским туристам (а в Таиланде игорный бизнес находится под запретом) посещать игорные заведения, не проходя камбоджийский пограничный контроль.
Население города быстро растёт. В 1998 году число его жителей составляло 43 366 человек, к 2008 году оно увеличилось до 89 549 человек. В настоящее время Пойпет является четвёртым по численности населения городом Камбоджи; число жителей Пойпета превысило их число в административном центре провинции, Сисопхоне.
В 1979 году, после вхождения вьетнамских войск в Кампучию, в районе Пойпета длительное время происходили ожесточённые бои между вьетнамцами и отрядами красных кхмеров.

## Название
В соответствии с принятыми правилами записи кхмерских названий в русском языке название города должно записываться как Паойпэт. Именно такая запись наиболее близко соответствует произношению названия города в нормативном кхмерском языке.